# Chwał z Żychlina
Chwał z Żychlina herbu Doliwa – wojewoda łęczycki w latach 1340–1348, sędzia ziemski łęczycki w latach 1326–1339, podkomorzy łęczycki w 1318 roku.
Jako świadek uczestniczył w polsko-krzyżackim procesie warszawskim 1339 roku.